# Campeonato Venezolano de Clubes de Rugby
El Campeonato Nacional de Clubes es un torneo anual entre clubes masculinos de rugby 15 de Venezuela. Es organizado por la Federación Venezolana de Rugby. Se jugó por primera vez en 1976 entre los equipos Rugby Club de Caracas y Anaucos Rugby Club. Rugby Club de Caracas se coronó campeón en ese año.

## Sistema de competición
Los clubes participantes son distribuidos en zonas geográficas para la primera fase. Dentro de cada zona, los equipos deben jugar una ronda clasificatoria de todos contra todos, con partidos de ida y vuelta. Los clubes mejor clasificados de cada zona pasan a disputar una fase final basado en el sistema de eliminación directa para definir al campeón nacional de clubes.

## Campeones
| Año  | Club                                          | Sede del club |
| ---- | --------------------------------------------- | ------------- |
| 1976 | Rugby Club Caracas                            | Caracas       |
| 1977 | Anaucos Rugby Club                            | Caracas       |
| 1978 | Rugby Club Caracas                            | Caracas       |
| 1981 | Club de Rugby de la Universidad Simón Bolívar | Caracas       |
| 1982 | Club de Rugby de la Universidad Simón Bolívar | Caracas       |
| 1983 | Club de Rugby de la Universidad Simón Bolívar | Caracas       |
| 1984 | Rugby Club Caracas                            | Caracas       |
| 1985 | Anaucos Rugby Club                            | Caracas       |
| 1986 |                                               |               |
| 1987 | Rugby Club Caracas                            | Caracas       |
| 1988 | Club de Rugby de la Universidad Simón Bolívar | Caracas       |
| 1989 | Osos Rugby Club                               | Caracas       |
| 1990 | Arlequines                                    |               |
| 1991 | Arlequines                                    |               |
| 1992 | Club de Rugby de la Universidad Metropolitana | Caracas       |
| 1993 | Club de Rugby de la Universidad Metropolitana | Caracas       |
| 1994 | Club de Rugby de la Universidad Metropolitana | Caracas       |
| 1995 | Club de Rugby de la Universidad Metropolitana | Caracas       |
| 1996 | Club de Rugby de la Universidad Metropolitana | Caracas       |
| 1997 | Club de Rugby de la Universidad Metropolitana | Caracas       |
| 1998 |                                               |               |
| 1999 | Club de Rugby de la Universidad Metropolitana | Caracas       |
| 2000 | Arcos Rugby Club                              | Caracas       |
| 2001 | Club de Rugby de la Universidad Metropolitana | Caracas       |
| 2002 | Arcos Rugby Club                              | Caracas       |
| 2003 | Arcos Rugby Club                              | Caracas       |
| 2004 | Arcos Rugby Club                              | Caracas       |
| 2005 | Arcos Rugby Club                              | Caracas       |
| 2006 | Club de Rugby Caballeros de Mérida            | Mérida        |
| 2007 | Arcos Rugby Club                              | Caracas       |
| 2008 | Club de Rugby Caballeros de Mérida            | Mérida        |
| 2009 | Maracaibo Rugby Football Club                 | Maracaibo     |
| 2010 | Club de Rugby Caballeros de Mérida            | Mérida        |
| 2011 | Club de Rugby Caballeros de Mérida            | Mérida        |
| 2012 | Club de Rugby Caballeros de Mérida            | Mérida        |
| 2013 | Club de Rugby Caballeros de Mérida            | Mérida        |
| 2014 | Club de Rugby Caballeros de Mérida            | Mérida        |
| 2015 | Proyecto Alcatraz Rugby Club                  | El Consejo    |
| 2016 | Proyecto Alcatraz Rugby Club                  | El Consejo    |
| 2017 | Proyecto Alcatraz Rugby Club                  | El Consejo    |
| 2018 | Proyecto Alcatraz Rugby Club                  | El Consejo    |
| 2019 | Proyecto Alcatraz Rugby Club                  | El Consejo    |
| 2020 | Suspendido por Covid-19                       |               |
| 2021 | Suspendido por Covid-19                       |               |
| 2022 | Proyecto Alcatraz Rugby Club                  | El Consejo    |
| 2023 | Proyecto Alcatraz Rugby Club                  | El Consejo    |

## Palmarés
| Campeonatos | Club                                          | Años                                    |
| ----------- | --------------------------------------------- | --------------------------------------- |
| 8           | Club de Rugby de la Universidad Metropolitana | 1992 1993 1994 1995 1996 1997 1999 2001 |
| 7           | Club de Rugby Caballeros de Mérida            | 2006 2008 2010 2011 2012 2013 2014      |
| 7           | Proyecto Alcatraz Rugby Club                  | 2015 2016 2017 2018 2019 2022 2023      |
| 6           | Arcos Rugby Club                              | 2000 2002 2003 2004 2005 2007           |
| 4           | Club de Rugby de la Universidad Simón Bolívar | 1981 1982 1983 1988                     |
| 3           | Club de Rugby Caracas                         | 1976 1978 1984                          |
| 2           | Anaucos Rugby                                 | 1977 1985                               |
| 2           | Arlequines                                    | 1990 1991                               |
| 2           | Osos Rugby Club                               | 1989                                    |
| 1           | Maracaibo Rugby Football Club                 | 2009                                    |